# Simon Dalby (Radsportler)
Simon Dalby (* 29. Januar 2003 in Holstebro) ist ein dänischer Radrennfahrer, der im Straßenradsport aktiv ist.

## Sportlicher Werdegang
Mit dem Wechsel in die U23 wurde Dalby 2022 Mitglied im norwegischen Uno-X DARE Development Team. Seine ersten zählbaren Erfolge erzielte er jedoch mit der dänischen U23-Nationalmannschaft im Rahmen des UCI Nations’ Cup U23: Beim Course de la Paix Grand Prix Jeseníky 2023 gewann er die Bergankunft der zweiten Etappe und lag am Ende der Rundfahrt auf dem zweiten Gesamtrang. 2024 beendete er die Tour de l’Avenir als Sechster und den Course de la Paix Grand Prix Jeseníky als Vierter. Beim Sundvolden Grand Prix 2024 verpasste er als Zweiter nur knapp seinen ersten Sieg in der Elite.
Zur Saison 2025 wechselte Dalby in das UCI ProTeam von Uno-X Mobility. Beim Course de la Paix Grand Prix Jeseníky 2025 war er erneut mit einem Etappensieg erfolgreich, in der Gesamtwertung belegte er den zweiten Platz.

## Erfolge
2023
- Mannschaftszeitfahren Tour de l’Avenir
- eine Etappe und Nachwuchswertung Course de la Paix Grand Prix Jeseníky

2025
- eine Etappe Course de la Paix Grand Prix Jeseníky